# Antoine Ier (prince de Monaco)
Pour les articles homonymes, voir Antoine de Monaco, Antoine Grimaldi et Antoine Ier.
Ne doit pas être confondu avec Antoine de Monaco (seigneur), Antoine Grimaldi de Monaco, Antoine Grimaldi (mort en 1358), Antoine Grimaldi (1697-1784) ou Antonio Grimaldi Cebà.
Antoine Ier, né le 25 janvier 1661 à Paris et mort le 20 janvier 1731 à Monaco, succède à son père Louis Ier en 1701 et devient le 3e prince souverain de Monaco.

## Mariage et enfants
Marié le 14 juin 1688 avec Marie de Lorraine (1674-1724), fille de Louis de Lorraine, comte d'Armagnac, fils du comte d'Harcourt, et de Catherine de Neuville. Antoine de Monaco et Marie de Lorraine ont 6 filles :
1. Antonietta Grimaldi (1690-1696)
2. Caterina Carlotta Grimaldi
3. Elisabetta Carlotta Grimaldi (1691-1696)
4. Louise Hyppolyte (1697-1731)
5. Margherita Camilla Grimaldi (1700-1758) qui épousa Louis de Gand de Mérode de Montmorency, prince d'Isenghien, maréchal de France
6. Maria Paolina Grimaldi

Enfants naturels
1. Antoine Grimaldi, chevalier de Grimaldi (1697-1784), enfant naturel issu d'Élisabeth Dufort (dite Babé), danseuse. Sans alliance.
2. Antoinette Grimaldi, dite Mademoiselle de Saint-Remy, enfant naturel issue de Victoire Vertu, danseuse à l'opéra de Paris.
3. Louise Marie Thérèse Grimaldi (née en 1705, décédée à Sospel en 1723), enfant naturel issu d'une dame provençale non identifiée.

Son père avait, lors de son ambassade auprès du Saint-Siège, dépensé des sommes immenses. Le prince de Monaco doit réduire son train de vie et quitter la cour de Versailles. Louis XIV le voit partir avec regret. « Adieu, monsieur de Monaco, lui dit-il, comptez que vous emportez mon estime, mon amitié et ma confiance ».
Épistolier, mécène éclairé, Antoine Ier protège le musicien Couperin et le peintre Jean-Baptiste van Loo. Il fait construire à Menton par Jacques Gabriel et Robert Cotte un charmant petit palais. « Habile à se tourmenter », écrit le maréchal de Villeroy, il écarte bien des prétendants à la main de sa fille et unique héritière, Louise-Hippolyte de Monaco, qu'il finit par marier au comte de Torigni, Jacques de Goyon de Matignon d'origine normande.

## Armoiries
| Blason | Blasonnement : Fuselé d'argent et de gueules. |